# Ptilinopus luteovirens
La tortora dorata o colomba frugivora dorata (Ptilinopus luteovirens) è un uccello della famiglia dei columbidi.